# André Jardine
André Soares Jardine (Porto Alegre, 8 settembre 1979) è un allenatore di calcio brasiliano, tecnico dell'América.

## Carriera

### Giocatore
Nato a Porto Alegre ha inizialmente militato nel settore giovanile del Grêmio salvo poi rinunciare e dedicarsi alla carriera di allenatore.

### Allenatore
Dopo aver lavorato come assistente e tecnico delle giovanili per Internacional, Grêmio e San Paolo, nel 2018 è stato promosso come allenatore della prima squadra del Tricolor per la stagione 2019.

## Statistiche

### Statistiche da allenatore

#### Club
In grassetto le competizioni vinte.
| Stagione                 | Squadra                  | Campionato               | Campionato | Campionato | Campionato | Campionato | Coppe nazionali | Coppe nazionali | Coppe nazionali | Coppe nazionali | Coppe nazionali | Coppe continentali | Coppe continentali | Coppe continentali | Coppe continentali | Coppe continentali | Altre coppe   | Altre coppe | Altre coppe | Altre coppe | Altre coppe | Totale | Totale | Totale | Totale | % Vittorie | Piazzamento |
| Stagione                 | Squadra                  | Comp                     | G          | V          | N          | P          | Comp            | G               | V               | N               | P               | Comp               | G                  | V                  | N                  | P                  | Comp          | G           | V           | N           | P           | G      | V      | N      | P      | %          | Piazzamento |
| ------------------------ | ------------------------ | ------------------------ | ---------- | ---------- | ---------- | ---------- | --------------- | --------------- | --------------- | --------------- | --------------- | ------------------ | ------------------ | ------------------ | ------------------ | ------------------ | ------------- | ----------- | ----------- | ----------- | ----------- | ------ | ------ | ------ | ------ | ---------- | ----------- |
| 2014                     | Grêmio                   | A                        | 1          | 0          | 0          | 1          | CB              | 0               | 0               | 0               | 0               | CL                 | 0                  | 0                  | 0                  | 0                  | -             | -           | -           | -           | -           | 1      | 0      | 0      | 1      | &0,00      | Interim     |
| 2015                     | San Paolo                | A                        | 1          | 1          | 0          | 0          | CB              | 0               | 0               | 0               | 0               | CL                 | 1                  | 1                  | 0                  | 0                  | -             | -           | -           | -           | -           | 2      | 2      | 0      | 0      | 100,00&    | Interim     |
| 2016                     | San Paolo                | A                        | 2          | 1          | 0          | 1          | CB              | 0               | 0               | 0               | 0               | CL                 | 0                  | 0                  | 0                  | 0                  | -             | -           | -           | -           | -           | 2      | 1      | 0      | 1      | 50,00      | Interim     |
| 2018                     | San Paolo                | A                        | 5          | 1          | 2          | 2          | CB              | 1               | 1               | 0               | 0               | CS                 | 0                  | 0                  | 0                  | 0                  | -             | -           | -           | -           | -           | 6      | 2      | 2      | 2      | 33,33      | Sub, 5°     |
| 2019                     | San Paolo                | A1/SP+A                  | 6+0        | 3+0        | 0+0        | 3+0        | CB              | 0               | 0               | 0               | 0               | CL                 | 2                  | 0                  | 1                  | 1                  | -             | -           | -           | -           | -           | 8      | 3      | 1      | 4      | 37,50      | Eson        |
| Totale San Paolo         | Totale San Paolo         | Totale San Paolo         | 6+8        | 3+3        | 0+2        | 3+3        |                 | 1               | 1               | 0               | 0               |                    | 3                  | 1                  | 1                  | 1                  |               | -           | -           | -           | -           | 18     | 8      | 3      | 7      | 44,44      |             |
| feb.-mag. 2022           | Atlético San Luis        | PD                       | 17+3       | 7+0        | 2+2        | 8+1        | -               | -               | -               | -               | -               | -                  | -                  | -                  | -                  | -                  | -             | -           | -           | -           | -           | 20     | 7      | 4      | 9      | 35,00      | Sub, 10°    |
| 2022-2023                | Atlético San Luis        | PD                       | 34+3       | 9+2        | 10         | 15+1       | -               | -               | -               | -               | -               | -                  | -                  | -                  | -                  | -                  | -             | -           | -           | -           | -           | 37     | 11     | 10     | 16     | 29,73      | 12°         |
| Totale Atletico San Luis | Totale Atletico San Luis | Totale Atletico San Luis | 51+6       | 16+2       | 12+2       | 23+2       |                 | -               | -               | -               | -               |                    | -                  | -                  | -                  | -                  |               | -           | -           | -           | -           | 57     | 18     | 14     | 25     | 31,58      |             |
| 2023-2024                | América                  | PD                       | 34+12      | 22+5       | 9+6        | 3+1        | -               | -               | -               | -               | -               | CCL                | 8                  | 4                  | 1                  | 3                  | LC            | 4           | 2           | 1           | 1           | 58     | 33     | 17     | 8      | 56,90      | 1°          |
| 2024-2025                | América                  | PD                       | 34+13      | 18+6       | 7+5        | 9+2        | -               | -               | -               | -               | -               | CCC                | 4                  | 1                  | 1                  | 2                  | CdC+CC+LC+CmC | 1+1+3+1     | 1+0+2+0     | 0+1+1+0     | 0+0+0+1     | 57     | 28     | 15     | 14     | 49,12      | 1°          |
| 2025-2026                | América                  | PD                       | 2          | 1          | 1          | 0          | -               | -               | -               | -               | -               | -                  | -                  | -                  | -                  | -                  | LC            | 0           | 0           | 0           | 0           | 2      | 1      | 1      | 0      | 50,00      |             |
| Totale America           | Totale America           | Totale America           | 70+25      | 41+11      | 17+11      | 12+3       |                 | -               | -               | -               | -               |                    | 12                 | 5                  | 2                  | 5                  |               | 10          | 5           | 3           | 2           | 117    | 62     | 33     | 22     | 52,99      |             |
| Totale carriera          | Totale carriera          | Totale carriera          | 167        | 76         | 44         | 47         |                 | 1               | 1               | 0               | 0               |                    | 15                 | 6                  | 3                  | 6                  |               | 10          | 5           | 3           | 2           | 193    | 88     | 40     | 55     | 45,60      |             |

#### Nazionale brasiliana olimpica
| lug./ago. 2021          | Brasile Olimpica        | Olimpiadi 2020          | Vincitore               | 6 | 4 | 2 | 0 | 66,67 | 10 | 4 | +6 |
| Totale Brasile olimpica | Totale Brasile olimpica | Totale Brasile olimpica | Totale Brasile olimpica | 6 | 4 | 2 | 0 | 66,67 | 10 | 4 | +6 |

| Cronologia completa delle presenze e delle reti in nazionale ― Brasile olimpica | Cronologia completa delle presenze e delle reti in nazionale ― Brasile olimpica | Cronologia completa delle presenze e delle reti in nazionale ― Brasile olimpica | Cronologia completa delle presenze e delle reti in nazionale ― Brasile olimpica | Cronologia completa delle presenze e delle reti in nazionale ― Brasile olimpica | Cronologia completa delle presenze e delle reti in nazionale ― Brasile olimpica | Cronologia completa delle presenze e delle reti in nazionale ― Brasile olimpica | Cronologia completa delle presenze e delle reti in nazionale ― Brasile olimpica |
| Data                                                                            | Città                                                                           | In casa                                                                         | Risultato                                                                       | Ospiti                                                                          | Competizione                                                                    | Reti                                                                            | Note                                                                            |
| ------------------------------------------------------------------------------- | ------------------------------------------------------------------------------- | ------------------------------------------------------------------------------- | ------------------------------------------------------------------------------- | ------------------------------------------------------------------------------- | ------------------------------------------------------------------------------- | ------------------------------------------------------------------------------- | ------------------------------------------------------------------------------- |
| 22-7-2021                                                                       | Yokohama                                                                        | Brasile olimpica                                                                | 4 – 2                                                                           | Germania olimpica                                                               | Olimpiadi 2020 - 1º turno                                                       | 3 Richarlison Paulinho                                                          | Cap: D.Alves                                                                    |
| 25-7-2021                                                                       | Yokohama                                                                        | Brasile olimpica                                                                | 0 – 0                                                                           | Costa d'Avorio olimpica                                                         | Olimpiadi 2020 - 1º turno                                                       | -                                                                               | Cap: D.Alves                                                                    |
| 28-7-2021                                                                       | Saitama                                                                         | Arabia Saudita olimpica                                                         | 1 – 3                                                                           | Brasile olimpica                                                                | Olimpiadi 2020 - 1º turno                                                       | 2 Richarlison Matheus Cunha                                                     | Cap: D.Alves                                                                    |
| 31-7-2021                                                                       | Saitama                                                                         | Brasile olimpica                                                                | 1 – 0                                                                           | Egitto olimpica                                                                 | Olimpiadi 2020 - Quarti di finale                                               | Matheus Cunha                                                                   | Cap: D.Alves                                                                    |
| 3-8-2021                                                                        | Kashima                                                                         | Messico olimpica                                                                | 0 – 0 dts (1 - 4 dcr)                                                           | Brasile olimpica                                                                | Olimpiadi 2020 - Semifinale                                                     | -                                                                               | Cap: D.Alves                                                                    |
| 7-8-2021                                                                        | Saitama                                                                         | Brasile olimpica                                                                | 2 – 1 dts                                                                       | Spagna olimpica                                                                 | Olimpiadi 2020 - Finale                                                         | Matheus Cunha Malcom                                                            | Cap: D.Alves 2º titolo olimpico                                                 |
| Totale                                                                          |                                                                                 | Presenze                                                                        | 6                                                                               |                                                                                 | Reti                                                                            | 10                                                                              |                                                                                 |

## Palmarès

### Allenatore

#### Club

##### Competizioni internazionali
- Campionato messicano: 3

América: Apertura 2023, Clausura 2024, Apertura 2024
- Campeones Cup: 1

América: 2024
- Campeón de Campeones: 1

América: 2024

#### Nazionale
- Oro olimpico: 1

Tokyo 2020